# Hernán Hinostroza
Paulo Hernán Hinostroza Vásquez (Lima, 21 de diciembre de 1993), conocido por su apodo Churrito, es un futbolista peruano. Juega como mediocentro y su equipo actual es el Santos F. C. de la Liga 2 de Perú. Es hijo del exfutbolista Paulo "El Churre" Hinostroza y sobrino del también exfutbolista John Hinostroza.

## Trayectoria
Hernán Hinostroza es hijo del exfutbolista Paulo "El Churre" Hinostroza. Comenzó su carrera futbolística en el 2011 a los 17 años. A mediados del 2011 se rumoreó su pase al SV Werder Bremen de Alemania.
Con tan sólo un partido en primera división jugando por Alianza Lima, emigró a Bélgica, para unirse al Zulte-Waregem, donde estuvo tres temporadas, siendo considerado como pieza de recambio. En agosto de 2013 es cedido a préstamo a la Universidad San Martín de Porres de la Primera División del Perú.
A inicio del 2015 se probó en el DC United de la Major League Soccer de Estados Unidos.
Tras finalizar su vínculo con ambas instituciones, fichó por el F. B. C. Melgar de Arequipa para jugar el Torneo Clausura 2015, después de estar sin equipo la primera parte de dicho año. Con Melgar consiguió el título del Campeonato Descentralizado 2015, el subtítulo del Campeonato Descentralizado 2016 y el Torneo de Verano 2017.
Ese mismo año se va cedido al Juan Aurich, descendiendo con ellos a segunda división. Para la temporada 2018, emigra al fútbol de la primera división del país de Kuwait.
Retorna a Melgar en 2019, completando esa temporada y continuando en el equipo 'rojinegro' hasta el 20 de octubre de 2020, cuando, de mutuo acuerdo, deja el equipo. A los dos días, es confirmado como refuerzo del Sport Chavelines, para afrontar la Liga 2 a la semana siguiente.
Por la selección peruano jugó 4 amistosos e hizo dos asistencias. Todo esto en 2014.
El 2022 fichó por Santos FC de Nazca para afrontar la Liga 2. En el 2023 jugó un total de 22 partidos y logró anotar un gol, perdiendo el torneo en cuartos de final de la eliminatoria de la Liga 2,

## Clubes y estadísticas
Datos actualizados hasta el 15 de octubre de 2021.
| Club | Temporada        | Div.             | Liga     | Liga  | Copas nacionales(1) | Copas nacionales(1) | Copas internacionales(2) | Copas internacionales(2) | Total    | Total |
| Club | Temporada        | Div.             | Partidos | Goles | Partidos            | Goles               | Partidos                 | Goles                    | Partidos | Goles |
| Alianza Lima · Perú | 2011             | 1ª               | 1        | 0     | 0                   | 0                   | 0                        | 0                        | 1        | 0     |
| Alianza Lima · Perú | Total club       | Total club       | 1        | 0     | 0                   | 0                   | 0                        | 0                        | 1        | 0     |
| Zulte Waregem · Bélgica | 2011/12          | 1ª               | 4        | 0     | 0                   | 0                   | —                        | —                        | 4        | 0     |
| Zulte Waregem · Bélgica | 2012/13          | 1ª               | 11       | 1     | 3                   | 0                   | —                        | —                        | 14       | 1     |
| Zulte Waregem · Bélgica | 2013/14          | 1ª               | 1        | 0     | 0                   | 0                   | 0                        | 0                        | 1        | 0     |
| Zulte Waregem · Bélgica | Total club       | Total club       | 16       | 1     | 3                   | 0                   | 0                        | 0                        | 19       | 1     |
| Universidad de San Martín · Perú | 2013             | 1ª               | 9        | 0     | —                   | —                   | —                        | —                        | 9        | 0     |
| Universidad de San Martín · Perú | 2014             | 1ª               | 28       | 0     | 14                  | 0                   | —                        | —                        | 42       | 0     |
| Universidad de San Martín · Perú | Total club       | Total club       | 37       | 0     | 14                  | 2                   | 0                        | 0                        | 51       | 0     |
| FBC Melgar · Perú | 2015             | 1ª               | 15       | 1     | —                   | —                   | 1                        | 0                        | 16       | 1     |
| FBC Melgar · Perú | 2016             | 1ª               | 30       | 0     | —                   | —                   | 1                        | 0                        | 31       | 0     |
| FBC Melgar · Perú | 2017             | 1ª               | 9        | 0     | 6                   | 0                   | 4                        | 0                        | 19       | 0     |
| FBC Melgar · Perú | Total club       | Total club       | 54       | 1     | 6                   | 0                   | 6                        | 0                        | 66       | 1     |
| Juan Aurich · Perú | 2017             | 1ª               | 12       | 0     | —                   | —                   | —                        | —                        | 12       | 0     |
| Juan Aurich · Perú | Total club       | Total club       | 12       | 0     | 0                   | 0                   | 0                        | 0                        | 12       | 0     |
| Kazma SC Kuwait | 2017-18          | 1.ª              | 7        | 0     | 0                   | 0                   | 0                        | 0                        | 7        | 0     |
| Kazma SC Kuwait | 2018-19          | 1.ª              | 4        | 0     | 0                   | 0                   | 0                        | 0                        | 4        | 0     |
| Kazma SC Kuwait | Total club       | Total club       | 11       | 0     | 0                   | 0                   | 0                        | 0                        | 11       | 0     |
| FBC Melgar · Perú | 2019             | 1.ª              | 19       | 2     | 4                   | 0                   | 2                        | 0                        | 25       | 2     |
| FBC Melgar · Perú | 2020             | 1.ª              | 9        | 0     | —                   | —                   | 1                        | 0                        | 10       | 0     |
| FBC Melgar · Perú | Total club       | Total club       | 28       | 2     | 4                   | 0                   | 3                        | 0                        | 35       | 2     |
| Sport Chavelines · Perú | 2020             | 2ª               | 9        | 0     | —                   | —                   | —                        | —                        | 9        | 0     |
| Sport Chavelines · Perú | 2021             | 2ª               | 17       | 0     | 3                   | 0                   | —                        | —                        | 20       | 0     |
| Sport Chavelines · Perú | Total club       | Total club       | 26       | 0     | 3                   | 0                   | 0                        | 0                        | 29       | 0     |
| Total en carrera | Total en carrera | Total en carrera | 194      | 4     | 30                  | 0                   | 9                        | 0                        | 233      | 4     |
| (1)Incluye datos de la Copa de Bélgica y Copa Bicentenario. (2)Incluye datos de la Copa Libertadores de América y Copa Sudamericana . |                  |                  |          |       |                     |                     |                          |                          |          |       |

## Palmarés

### Campeonatos nacionales
| Título                   | Club            | País | Año  |
| ------------------------ | --------------- | ---- | ---- |
| Torneo de Reservas       | Alianza Lima    | Perú | 2011 |
| Torneo Clausura          | F. B. C. Melgar | Perú | 2015 |
| Primera División de Perú | F. B. C. Melgar | Perú | 2015 |
| Torneo de Verano         | F. B. C. Melgar | Perú | 2017 |